# Miss Italia 1958
Miss Italia 1958 si svolse a Stresa dal 4 al 6 ottobre 1958. Vinse la diciottenne Paola Falchi mentre la fascia di Miss Cinema non fu assegnata. Questa edizione è l'ultima dell'organizzazione diretta da Dino Villani.

## Risultati
| Risultato finale | Concorrente                     |
| ---------------- | ------------------------------- |
| Miss Italia 1958 | - – Paola Falchi (Miss Romagna) |

## Giuria
- Wanda Osiris (attrice e cantante)
- Brunetta Mateldl (pittrice)
- Cosetta Greco (attrice)
- Hélène Rémy (attrice)
- Jole Veneziani (sarta)
- Enio Girolami (attore)
- Luigi Romagnoli (direttore generale della S.P.I.)
- Piero Zuffi (architetto e coreografo della Scala)
- Gualberto Rocchi (scultore)
- Dino Villani (organizzatore della manifestazione)
- Cesare Canevari ed Oscar Righini (rappresentanti di una ditta cinematografica impegnatasi ad assumere almeno una miss per un film)